# Операция «Буря»
Опера́ция «Бу́ря» (босн. и хорв. Operacija Oluja, серб. Операција Олуја) — совместная военная операция армии Хорватии и 5-го корпуса армии Боснии и Герцеговины, проведённая в августе 1995 года против Сербской Краины.
Результатами этой операции стала победа Хорватии и ликвидация республик Сербская Краина и Западная Босния. Под сербским контролем остался лишь восточный эксклав Сербской Краины, мирно интегрированный в Хорватию в 1998 году в рамках Эрдутского соглашения.
Армия Хорватии значительно превосходила вооружённые силы Сербской Краины, которая рассчитывала на помощь со стороны Югославии и Республики Сербской, однако они не стали участвовать в боевых действиях.
В результате операции существенно изменилась этническая карта современной Хорватии: оттуда бежали, по разным оценкам, от 200 до 250 тысяч сербов, ещё от ста до нескольких тысяч гражданских сербов были убиты.

## Предыстория
Поводом для начала операции послужило успешно развивающееся совместное наступление войск Республики Сербской и Сербской Краины на анклав боснийских мусульман в Бихаче и прилегающие к нему населённые пункты. В случае победы сербов позиции Сербской Краины упрочнялись, она бы избавилась от угрозы удара с тыла и могла использовать на других фронтах те подразделения, которые прикрывали границу с Бихачским карманом. И хотя в конце июля 1995 года сербское наступление было остановлено и непосредственная угроза падения Бихача исчезла, руководство Хорватии приняло решение о наступлении на Сербскую Краину.
Операции регулярной хорватской армии и армии боснийских хорватов против Республики Сербской в Динарских горах в 1994 и 1995 годах поставили РСК в тяжёлое положение. В конце июля 1995 года хорватские силы захватили города Гламоч и Босанско-Грахово, прервав сообщение по пути Баня-Лука-Книн и фактически взяв Северную Далмацию в полуокружение. По оценкам краинского генерала Милисава Секулича, это позволило хорватской армии получить крайне выгодное оперативно-стратегическое преимущество. Как отмечал сербский историк Милан Гулич, после захвата этих городов хорватские войска начали ежедневные артиллерийские обстрелы населенных пунктов близ Книна.
28 июля 1995 года новое краинское правительство провело своё первое заседание. На нём была выражена поддержка всем мирным усилиям международных организаций и сформирована делегация для переговоров с хорватской стороной, которые были назначены на 8 августа в Женеве. Тогда же в Книн прибыл Ясуши Акаши и предложил программу мирного урегулирования. Он передал сербской стороне обещание Туджмана участвовать в политических и военных переговорах с Книном, но обусловил их «политической реинтеграцией сербов на основе Конституции Хорватии и её Закона о меньшинствах». По мнению Елены Гуськовой, сербам фактически выдвигался ультиматум, ответа на который никто не ждал.
Хорватская сторона отвергла и мирный план, известный как «Z-4». Предложенный послом США в Хорватии Питером Гэлбрейтом, план не отвечал интересам конфликтующих сторон. Принятие данного плана хорватский президент Туджман для себя счёл политическим самоубийством, однако под давлением американских дипломатов пообещал рассмотреть его в отдалённой перспективе. По мнению сербов, положения предлагаемого договора не гарантировали сербскому населению защиту от притеснений по национальному признаку. Тем не менее, Милан Бабич, находясь в Белграде, сделал заявление, что Краина готова принять несколько скорректированный вариант плана и призвал Хорватию к отводу войск. Однако Туджман отказался вести дальнейшие переговоры с сербами. По сообщению Б. Бутрос-Гали, Хорватия продолжала наращивать численность войск в приграничной с РСК зоной. Во всех крупных городах Хорватии была проведена мобилизация. 1 августа хорватская делегация не приехала на согласованную при посредничестве миротворческих сил встречу командующих сербскими и хорватскими войсками.
Как утверждает краинский генерал Милисав Секулич, 3 августа посол США Питер Гелбрейт встретился со Слободаном Милошевичем, от которого получил гарантии невмешательства Союзной Республики Югославии в конфликт и заверения, что краинские сербы в случае хорватской атаки не станут обстреливать хорватские населённые пункты.

## Силы и позиции сторон

### Хорватская армия
Хорватская армия получила итоговую структуру в 1994 году, после масштабной военной реформы. Она состояла из Главного штаба, Сухопутных войск, ВВС и ПВО, а также ВМФ. Основной оперативной единицей хорватских сухопутных войск был корпус постоянного состава. Как правило, корпус включал в себя штаб, несколько бригад, несколько домобранских полков, тыловую базу, артиллерийский дивизион, противотанковый дивизион, дивизион ПВО и т. д. Некоторые корпуса в своём составе также имели гвардейскую моторизованную бригаду. Часть подразделений подчинялась напрямую Главному штабу. Особой единицей был корпус гвардии. Также боевые подразделения были в составе МВД Хорватии. Состав задействованных в операции подразделений, по данным хорватского ветерана и военного историка Давора Маряна:
- Беловарский корпус (Лука Джанко)
- Загребский корпус (Иван Басарац)
- Карловацкий корпус (Миленко Црняц)
- Госпичский корпус (Мирко Норац)
- Сплитский корпус (Анте Готовина)
- Осиекский корпус (Джуро Дечак) был задействован в Восточной Славонии и принимал участие в небольших оборонительных боях в этом районе.
- Южный фронт (Живко Будимир) и хорватский военно-морской флот участвовали в оборонительном обеспечении операции.

В конце 1994 года численность хорватской армии составляла 96 тыс. солдат и офицеров, однако перед операцией «Молния» она начала расти. Перед итоговым наступлением на Сербскую Краину в каждом населённом пункте Хорватии была проведена мобилизация. Общая численность хорватских сил, непосредственно атаковавших Краину — более 150 тыс. человек (всего численность хорватской армии после мобилизации перед «Бурей» составляла 248 тыс. солдат и офицеров; в МВД было около 45 тыс. человек). На вооружении Хорватии на тот момент было 393 единицы бронетехники, в том числе 232 танка, а также 320 артиллерийских орудий калибром 105-мм и выше. В авиации было 40 самолётов (26 боевых) и 22 вертолёта (10 боевых).

### Армия боснийских мусульман
Армия боснийских мусульман была создана весной 1992 года. С самого момента её формирования её части в Западной Боснии, удерживавшие Бихач и его окрестности, и объединённые в 5-й корпус армии боснийских мусульман, находились в окружении в Бихачском кармане. Ему противостояли силы боснийских и краинских сербов, а с 1993 года и силы мусульман-автономистов Фикрета Абдича. Помощь окруженному 5-му корпусу хорватской стороны была названа среди целей наступления на РСК.
Со стороны боснийских мусульман в операции участвовал 5 корпус Армии Боснии и Герцеговины в составе:
- 501-я бригада, район Бихача.
- 502-я бригада, район Бихача.
- 505-я Бужимская бригада, полковник Изет Нанич, район Жировац.
- 511-я бригада, майор Мирсад Седич, район Жировац.

Общий контроль над операцией осуществлял генерал Атиф Дудакович. Всего силы корпуса насчитывали до 25 тыс. солдат и офицеров.

### Армия Сербской Краины

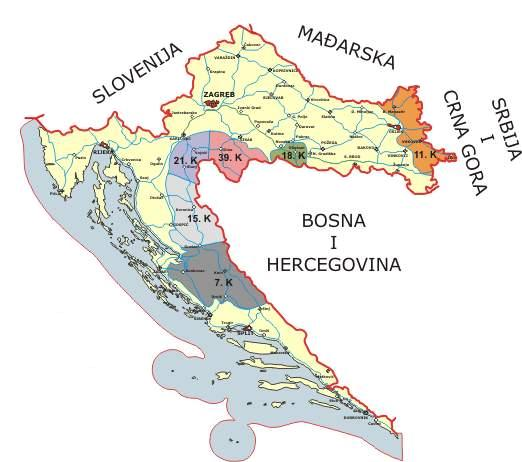
Территориальная организация армии РСК

Сербское войско Краины было создано осенью 1992 года, после объединения подразделений Территориальной обороны и бригад Отдельных подразделений милиции. В дальнейшем крупные изменения в организации армии произошли только в мае—июне 1995 года, когда был уничтожен 18-й корпус и был создан Корпус специальных единиц.
Краинская армия состояла из Главного штаба, ряда напрямую подчиненных ему соединений и подразделений, армейских корпусов и ВВС и ПВО. Положение корпусов и бригад и их численность не были одинаковыми. Равно как и их структура. Размер бригады и состав подразделений были обусловлены населенностью территорий, где они размещались, а также количеством вооружения, которое было оставлено югославской армией в районе их дислокации. По мнению исследователей, только два корпуса краинской армии (7-й и 11-й) имели структуру, схожую со структурой корпусов в Югославской народной армии. Остальные не имели положенного корпусу комплекта соединений и подразделений. В 15-м, 21-м и 39-м корпусах не было артиллерийского полка. 15-й, 18-й и 39-й корпуса не имели танковых батальонов. Ни один из корпусов СВК не был полностью укомплектован личным составом.
В основном, краинский корпус состоял из штаба, нескольких пехотных бригад, артиллерийского дивизиона, противотанкового дивизиона, дивизиона ПВО и тыловой базы. Некоторые корпуса имели специальные отряды, а в 7-м корпусе был бронепоезд. Структура Сербского войска Краины перед операцией выглядела следующим образом:
- Главный штаб
- 39-й Банийский корпус под командованием генерал-майора Слободана Тарбука, штаб в Глине.
- 21-й Кордунский корпус под командованием генерал-майора Велько Босанаца, затем Чедомира Булата, штаб в Войниче.
- Корпус специальных единиц (КСЕ) генерал-майора Милорада Ступара
- Оперативная группа «Паук» в Западной Боснии и прилегающих к ней районах РСК под командованием генерала Миле Новаковича.
- 15-й Ликский корпус под командованием генерал-майора Стево Шево, штаб в Коренице.
- 7-й Северо-Далматинский корпус под командованием генерал-майора Слободана Ковачевича, штаб в Книне.
- 11-й Восточно-Славонский корпус находился в Восточной Славонии. С началом «Бури» этот корпус ограничился небольшими боевыми действиями и артиллерийскими обстрелами, не оказав существенного влияния на ход операции[36][37].

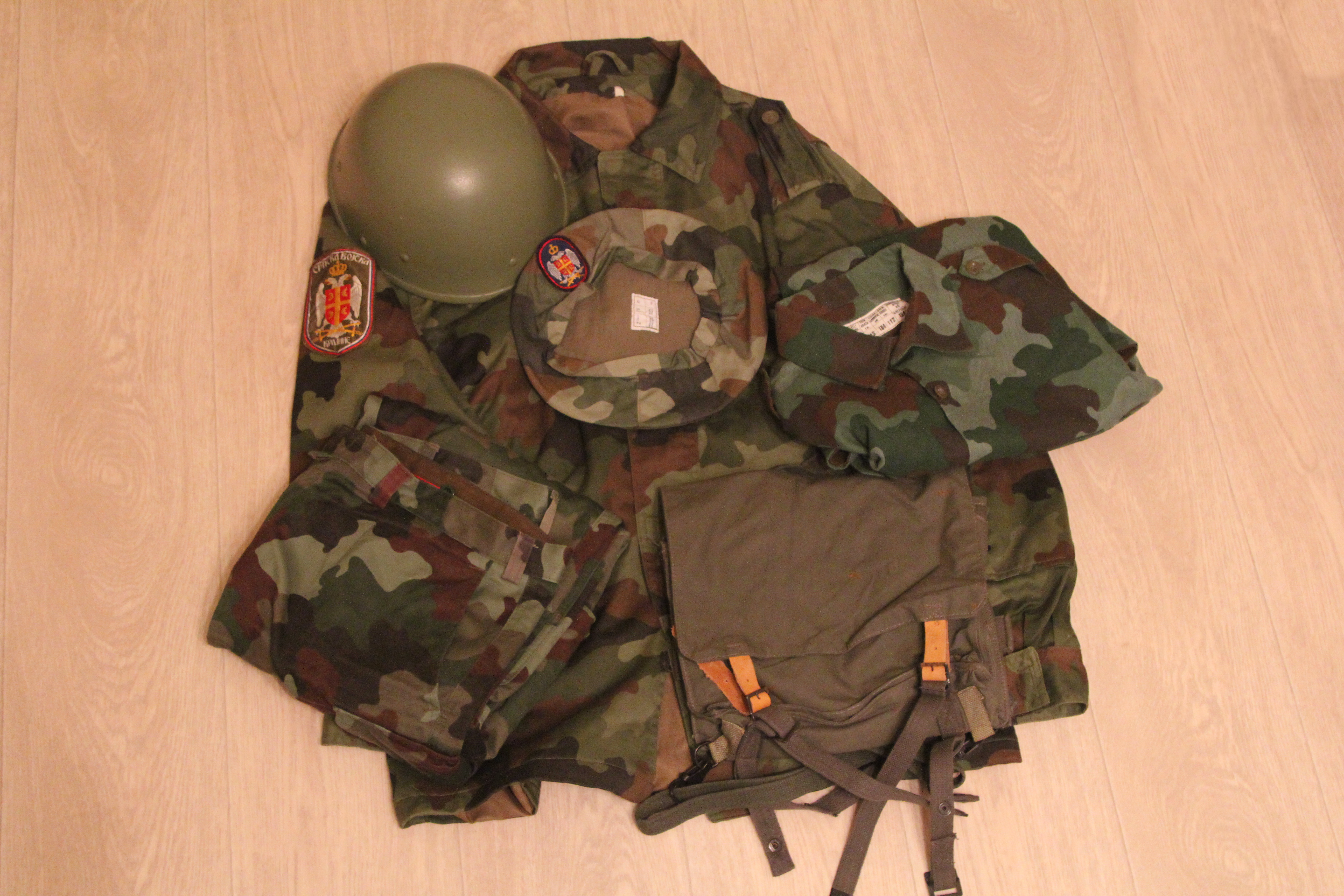
Комплект снаряжения бойца армии РСК

Так как в Главном штабе краинской армии существовало мнение об угрозе рассечения территории РСК, основная часть армии была разделена на две части — северную и южную.
Точная численность сербских войск в основной части Краины неизвестна. По оценке генерала Милисава Секулича, в ходе «Бури» хорватам противостояли 27 тыс. сербских солдат и офицеров. На вооружении армии были 303 танка, 295 других единиц бронетехники, 360 артиллерийских орудий калибром 100 мм и выше, несколько боевых самолётов и вертолётов.
Во время перемирия весной 1995 года под ружьем были 14 900 человек; по плану мобилизации, численность армии на всех фронтах должна была вырасти до 62 500 человек.
По мнению хорватского военного исследователя Давора Марьяна, небольшая глубина территории не позволяла сербам эффективно распределить авиацию, тыловые базы, позиции для артиллерии и в целом усложняла манёвр армейскими подразделениями. Этот же фактор позволял хорватской артиллерии действовать практически по всей территории РСК.

## Планирование и подготовка операции

Американо-хорватские военные консультации в Пентагоне. Хорватский генерал Крешимир Чосич и американский генерал Уэсли Кларк

Операцию «Буря» хорватский Генштаб начал планировать в декабре 1994 года. Позднее, после хорватского наступления в Динарских горах, в него были внесены существенные коррективы. 26 июня 1995 года хорватский Генштаб отправил план операции в войска. По каждому из направлений был предусмотрен отдельный план проведения операции — «Oluja-1», «Oluja-2», «Oluja-3» и «Oluja-4». Его разработка началась ещё при генерале Янко Бобетко, затем процесс возглавил новый начальник хорватского Генштаба Звонимир Червенко, назначенный на должность 15 июля. Подразделения, которые предполагалось привлечь к участию в «Буре», должны были закончить все приготовления к 15 июля. Вплоть до начала операции в план её проведения вносились коррективы. Последнее изменение плана операции было сделано 2 августа, когда в неё включили Беловарский корпус, который должен был принять участие в наступлении. До того момента, его подразделения должны были только прикрывать государственную границу.
Как писали сербские исследователи и средства массовой информации, в планировании операции хорватской армии помощь оказали инструктора из американской частной военной компании MPRI, в большинстве своем отставные генералы, также использовались разведывательные данные, получаемые авиацией стран НАТО при полётах над территорией РСК. На острове Брач был развернут специальный разведывательный центр, использовавший для сбора информации БПЛА и активно занимавшийся перехватом телефонных и радио переговоров сербской стороны.
Журналистам было запрещено находиться в зоне проведения операции, за исключением тех, кто получил специальную аккредитацию от Политического управления Министерства обороны Хорватии. В свою очередь, солдатам было запрещено контактировать с неаккредитованными журналистами.
Общий план операции был разделен на четыре части (по количеству основных направлений операции) и выглядел следующим образом:
- «Oluja-1» был подготовлен для Загребского корпуса. Его задачей было уничтожение 39-го корпуса СВК и соединение с 5-м корпусом мусульман в районе сел Жировац и Обляй[30].
- «Oluja-2» был подготовлен для Карловацкого корпуса. Его задачей было уничтожение 21-го корпуса СВК[47].
- «Oluja-3» был подготовлен для Госпичского корпуса. Его задачей было уничтожение 15-го корпуса СВК и соединение с силами 5-го корпуса мусульман на линии Кореничка-Капела — Тржачка-Раштела[47].
- «Oluja-4» был подготовлен для Сплитского корпуса, причём на месте этот план был переименован в «Kozjak-95». Его задачей было совместное со спецназом МВД уничтожение 7-го корпуса СВК и занятие столицы Сербской Краины Книна[47].

## Ход операции

### 4 августа
В 2 часа ночи 4 августа хорватский представитель Хрвое Шаринич официально оповестил командующего миротворцев французского генерала Жанвьера о начале операции. Сообщение об этом было направлено и командирам миротворческих секторов, которые, как писал хорватский ветеран и военный историк Давор Марян, в свою очередь, сообщили о готовящейся атаке сербской стороне.
Сама операция началась в 5.00. Хорватская артиллерия и авиация нанесли массированный удар по войскам, командным пунктам и коммуникациям сербов, а также по всем крупным населённым пунктам РСК. Затем началась атака практически по всей линии фронта. В начале операции хорватскими войсками были захвачены посты миротворцев ООН, убиты и ранены несколько миротворцев из Дании, Чехии, Непала.
В Далмации хорватские силы, организованные в несколько оперативных групп, наибольшего успеха смогли добиться в Динарских горах, где наступление в сторону Книна вели 4-я и 7-я гвардейские бригады со стороны недавно захваченного у боснийских сербов Грахова. Им противостояла сербская сводная Оперативная группа-3, которая не смогла сдержать хорватский натиск. Остальные хорватские подразделения смогли только немного потеснить сербские силы, а сербские 75-я и 92-я бригады смогли отразить атаки хорватов. Массовому артиллерийскому обстрелу подвергся Книн, на город было выпущено до 3000 снарядов и ракет. По свидетельству очевидцев из ООН, целью хорватской артиллерии был весь город, от её действий погибали гражданские лица. Как утверждает краинский генерал Милисав Секулич, помимо военных объектов, в Книне хорватская артиллерия обстреляла больницу, школы, многоэтажные дома. К вечеру 4 августа из-за развивающегося хорватского наступления в Динарах и на Велебите (в зоне ответственности 15-го корпуса) 7-й корпус сербов оказался под угрозой окружения, а ночью его бригады начали отступление к Книну, однако его оборона существенно ослабла, так как многие солдаты покидали позиции для эвакуации своих семей. Для защиты столицы РСК был выделен один батальон 75-й бригады, но под давлением хорватов он к утру 5 августа оставил позиции на северных подступах к городу.
В Лике фронтальные хорватские атаки были отражены подразделениями 15-го Ликского корпуса. Хорватские войска атаковали на восьми направлениях, однако сербы подготовились к обороне и смогли отразить атаки Госпичского корпуса. В начале дня относительного успеха достигла только хорватская 1-я гвардейская бригада, сумевшая прорвать сербскую оборону у горы Капела. Однако её дальнейшее продвижение было остановлено сербскими резервами у Личка-Ясеницы. В целом, к вечеру хорватские силы только немного смогли потеснить сербов на этом направлении. Однако вечером 4 августа хорватский спецназ МВД и батальон 9-й гвардейской бригады разбили 9-ю моторизованную бригаду 15-го Личского корпуса и захватили ключевой перевал Мали-Алан. Отсюда было развернуто наступление на Грачац, что поставило 7-й Далматинский корпус сербов под угрозу полного окружения. В ответ краинская артиллерия нанесла удар по Госпичу. Командование Личского корпуса в течение дня задействовало 103-ю бригаду как резерв, разбив её на несколько частей, которые распределило между остальными бригадами.
21-й Кордунский корпус краинской армии 4 августа смог отразить все атаки противника. К востоку от Карловаца бойцы 11-й бригады СВК отразили атаку 104-й пехотной бригады хорватской армии форсировать реку Купа. В 20 километрах к юго-западу от Карловаца, 14-й и 137-й домобранские полки продвинулись на несколько километров в сторону села Примишле, но затем были остановлены краинской 13-й бригадой, занявшей прочную оборону на реке Корана. Попытки хорватских 143-го домобранского полка и 99-й пехотной бригады окружить город Плашки, так же были отражены, при этом 143-й полк остановился на минных полях. Как отмечал Коста Новакович, за первый день операции хорватская авиация на Кордуне нанесла шесть авиаударов по гражданским целям.

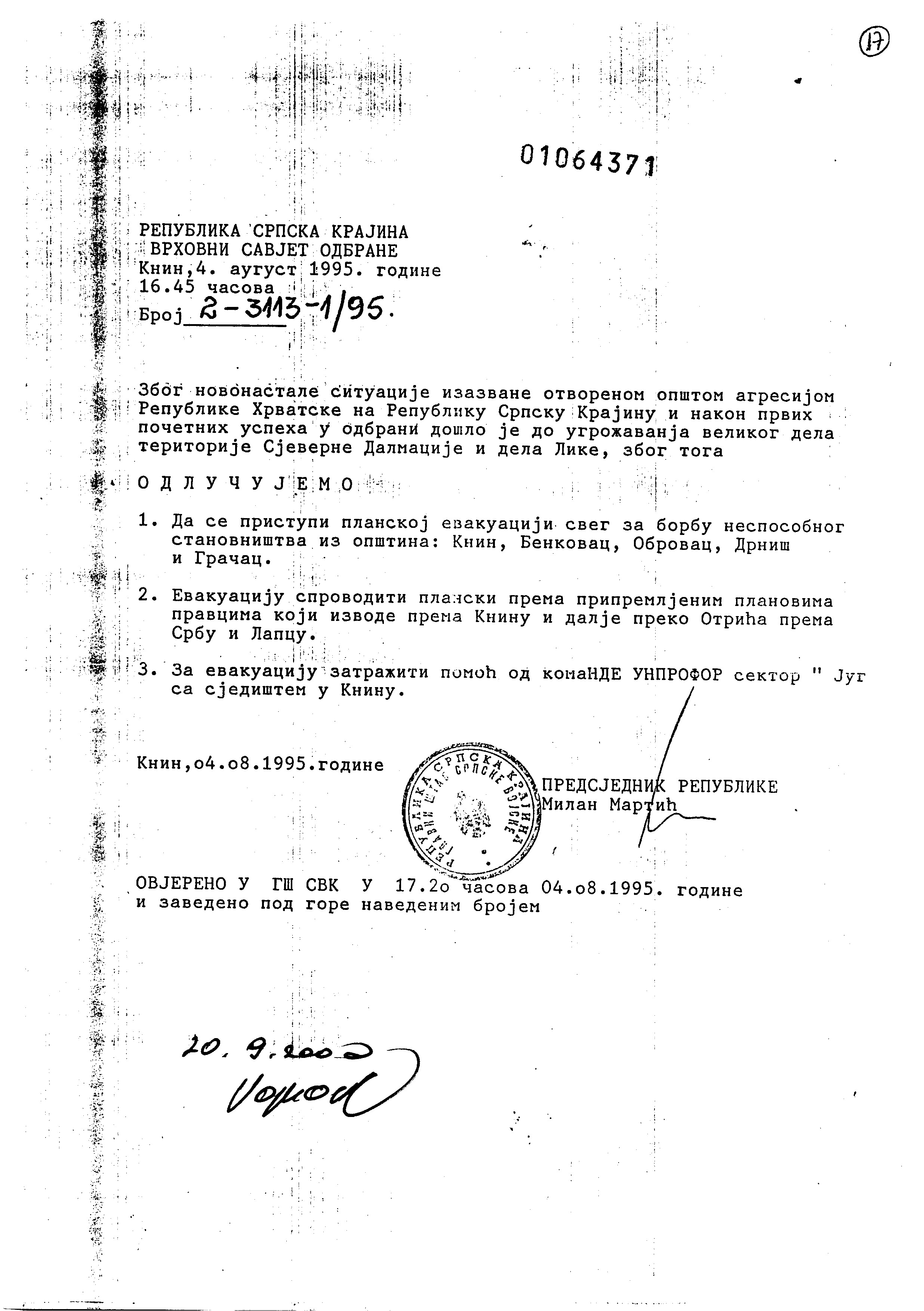
Приказ об эвакуации сербского населения

На Бании хорватские части также начали фронтальные атаки. Командующий Загребским корпусом генерал Башарац изменил план «Oluja-1», согласно которому предстояло действовать его войскам. Он отказался от действий по окружению сербов в Петрине и отдал приказ 2-й гвардейской бригаде штурмовать город. Фронтальная атака на хорошо укреплённые позиции 31-й бригады СВК не достигла результатов и была отбита. От действий сербской противотанковой артиллерии хорваты потеряли несколько танков. Существенны были потери и в живой силе. Атака хорватской 153-й пехотной бригады против позиций 24-й бригады краишников также была отбита. Вспомогательная атака на Костайницу так же была отбита бойцами 26-й бригады. Относительного успеха в этом районе добился только 125-й домобранский полк, которому удалось прорвать крайний правый фланг сербской обороны и устремиться на Дубицу.
В 16 часов президентом РСК Миланом Мартичем был дан приказ на эвакуацию гражданского населения из Книна, Оброваца и Бенковаца, Дрниша и Грачаца. Однако в итоге это привело к эвакуации всего населения Краины, а вместе с ним и её армии, солдаты которой оставляли позиции для помощи семьям.
В этот же вечер 4 самолёта НАТО атаковали ракетные позиции сербов. Два самолёта EA-6B и два самолёта F-18C ВМС США поразили сербские радары вблизи Книна и Удбины после того как, по их утверждениям, получили предупреждение о наведении на них зенитных ракет.
По мнению краинского генерала Милисава Секулича, ситуация 4 августа для армии РСК ещё не была критической. Хотя хорватам удалось осуществить прорывы в Динарских горах и на Велебите, по его мнению, существовали условия для нейтрализации неприятельского наступления. В первый день атаки активно использовались силы авиации и ПВО, однако активно действуя против хорватских сил, они были бессильны против авиации НАТО. На протяжении 4-го августа Главный штаб РСК внимательно следил за ситуацией на фронте и активно выполнял свои функции. Однако, из-за нависшей над Книном угрозы захвата, в 23.20 он был эвакуирован в город Срб в 35 километрах к северо-востоку. Последним приказом из Книна стал приказ генералу Ступару перебросить бронетанковую бригаду корпуса специальных единиц в район Глины, чтобы предотвратить возможные прорывы хорватских войск в направлении Топуско и Двор-на-Уне.

### 5 августа
В Далмации утром 5-го августа продолжилось отступление 7-го корпуса. Утром свои позиции оставили 3-я и 92-я бригады. В целом, весь 7-й корпус эвакуировался в направлении Срба. Днём пал Книн, в который вошли хорватские гвардейские бригады. Около 700 гражданских лиц были вынуждены укрыться в штаба сектора миротворцев «Юг»,причём помимо сербов в их числе были и хорваты, оставшиеся жить в Краине. Заняте Книна сопровождалось убийствами и мародерством со стороны хорватских солдат. Над возвышающейся над городом книнской крепости был установлен хорватский государственный флаг, длиной 20 метров. 5-го августа в Далмации хорватские силы заняли ряд сербских сел, а вечером вышли на подступы к Обровацу. Хорватский военный историк Давор Марьян писал, что после взятия Книна Сплитский корпус два дня не предпринимал активных действий и находился «в застое». Сербское командование приняло окончательное решение об отходе из «кармана» Бенковац-Обровац-Кистанье. Отступающие части 7-го корпуса и колоны беженцев заняли все дороги, но отход происходил достаточно организованно, так как главный путь отхода прикрывался арьергардом из частей 7-го корпуса Отрича.

Хорватский генерал Марекович перед встречей с мусульманскими силами в Тржачка-Раштеле

В Лике ночью 5-го августа хорватские силы провели перегруппировку и задействовали свежие резервы для продолжения наступления. Днём они смогли захватить Личку-Ясеницу, Любово и несколько сел. Во Врховине сербские силы (50-я бригада) попали в полуокружение, а в нескольких других местах их оборона была дезорганизована. Некоторые сербские подразделения потеряли связь друг с другом. Продвижение хорватских войск к Удбине заставило сербов передислоцировать остатки авиации на аэродром Баня-Лука. В ночь на 5 августа в сражение вступили силы 5 корпуса армии Боснии и Герцеговины. 502-я горная бригада ударила в тыл 15-го Личского корпуса сербов к северо-западу от Бихача. Мусульмане заняли город Личко-Петрово-Село. Здесь находился большой склад боеприпасов, но когда они приблизились к нему, произошёл мощный взрыв — 12 солдат погибло, многие были ранены. В 8.00 предолев слабое сопротивление сербов 502-я бригада вышла в район Плитвицких озёр. К 11 часам на соединение с ними вышел отряд из 1-й гвардейской бригады хорватской армии во главе с генералом Марьяном Марековичем. Солдаты армии боснийских мусульман и хорватские солдаты встретились в населённом пункте Тржачка-Раштела. Таким образом территория Сербской Краины была разрезана на две части. 501-я бригада армии Боснии и Герцеговины захватила радар на горе Плешевица и подошла к Коренице. Хорватский спецназ МВД спустился с горного массива Велебит и занял Грачац.
21-й Кордунский корпус продолжал оборонять город Слунь и отражал атаки южнее Карловаца. В ночь на 5-е августа Карловацкий корпус хорватов произвел перегруппировку сил и утром готовился начать новую атаку. Однако рано утром 13-я бригада СВК с ротой 19-й бригады начали артподготовку и затем комбинированную атаку пехоты и бронетехники. Основной удар пришёлся на 137-й Домобранский полк, который из-за потерь и паники был разбит. Из-за угрозы растягивания своих сил, сербы затем отошли на прежние позиции. После ожесточённых боев в течение дня Примишле было захвачено хорватским 14-м домобранским полком. Вечером 5-го августа 21-й Кордунский корпус оказался в сложной ситуации. На правом фланге хорваты начали атаку Глины, а на левом боснийские мусульмане вышли в район Плитвице. В таких условиях был сменён командующий корпусом генерал Босанац. Его заменил полковник Чедомир Булат.
На Бании после захвата 125-м Домобранским полком Дубицы, хорваты бросили в наступление резервы со стороны Шуни, что вынудило сербов начать постепенный отход в направлении Костайницы. В это же время в тыл 39-му корпусу ударила 505-я бригада 5-го корпуса АРБиХ, что заставило генерала Торбука задействовать против мусульман свой единственный резерв — 33-ю бригаду. 505-я бригада мусульман повела фронтальное наступление в направлении Жироваца, однако в ходе ожесточённого боя погиб её командир — полковник Изет Нанич. Его гибель вызвала шок в рядах солдат бригады и наступление было остановлено. Тем не менее, 31-я пехотная бригада краинской армии, измотанная постоянными боями, начала отходить вплотную к городским окраинам Петрини, теснимая 2-й гвардейское бригадой хорватов.
По данным ООН, 5 августа произошёл серьёзный инцидент, когда хорватские подразделения использовали нескольких миротворцев ООН и пленных краинских солдат в качестве «живого щита».

### 6 августа
В ночь с 5 на 6 августа части Сплитского корпуса хорватской армии вошли в Бенковац и Обровац. В это же время продолжалась эвакуация сербских сил и гражданского населения. Хорватским войскам не удалось пресечь коммуникации, поэтому сербы смогли эвакуировать и большую часть боевой техники. Хорватский вертолётный десант с гвардейцами при поддержке спецназа МВД захватил Отрич.
В Лике хорватские силы продолжили наступление и ещё в нескольких местах соединились с солдатами боснийского 5-го корпуса. Действия хорватов довели до полного окружения сербских сил во Врховине и отсечения остатков 15-го корпуса от 21-го корпуса и Корпуса специальных единиц. 128-я бригада хорватской армии захватила Кореницу, а 9-я гвардейская бригада заняла Бунич. Уже 6-го августа в нескольких местах хорватские силы вышли на границу с Республикой Сербской и Бихачским карманом.
После соединения в Плитвице 1-я гвардейская бригада хорватов и 502-я горная бригада мусульман развернули совместное наступление на север, в направлении города Слунь, таким образов выходя в левый фланг 21-го Кордунского корпуса и КСЕ. Одновременно с этим, 14-й и 143-й Домобранские полки атаковали Слунь с фронта. 13-я бригада краинской армии и части КСЕ оставили город и начали перемещение в направлении Войнича, где находился штаб корпуса. В то же время шли бои между Войничем и Карловацем, где сербы прикрывали отход тысяч беженцев, двигавшихся из района Слунь-Плашки в сторону Топуска.
На Кордуне днём гражданские сербские власти постановили начать эвакуацию населения по направлению Войнич-Вргинмост-Глина-Двор, однако уже вечером того же дня хорваты заняли Глину поставив под угрозу окружения 21-й корпус. Сербский генерал Миле Новакович, руководивший всей оперативной группой «Паук» на севере, запросил хорватскую сторону о перемирии, чтобы провести эвакуацию солдат 21-го и 39-го корпусов и беженцев. Перемирие продолжалось лишь одну ночь и утром было нарушено хорватской стороной, возобновившей атаки. Колонна сербских беженцев на пути Войнич-Глина-Жировац-Двор-на-Уне была подвергнута обстрелу со стороны хорватской артиллерии и авиации.
По данным ООН, авиация ВРС совершила налет на химический завод в Кутине.

### 7 августа
В Лике утром 7-го августа 9-я гвардейская бригада хорватов заняла Удбину, а вечером хорватские войска и спецназ МВД взяли под контроль значительную часть полосы территории вдоль границы с Боснией — Срб и Доньи-Лапац. При этом колонны беженцев были обстреляны артиллерией и подверглись авианалётам, что привело к десяткам погибших и раненых. На территории Республики Сербской хорватские ВВС нанесли удар по колонне беженцев из Сербской Краины, в результате чего погибли десять гражданских лиц, в том числе четверо детей. Около 50 человек получили ранения.
7 августа части 21-го и 39-го корпусов с боями отступали на восток в сторону Республики Сербской чтобы избежать окружения. В течение дня 1-я гвардейская бригада хорватов заняла Войнич, при этом некоторое количество сербского населения укрылось в центре Красного креста. Днём 505-я и 511-я бригады армии Боснии и Герцеговины соединились с наступавшей от Петриньи 2-й гвардейской бригадой хорватской армии. В окружение в городе Топуско попали две сербских пехотные бригады 21-го корпуса (11-я и 19-я) и остатки Корпуса Специальных Единиц вместе с 35 000 гражданских лиц. Полковник Булат приказал организовать круговую оборону. Пока шли бои с частями хорватской армии и боснийских мусульман полковник Булат из штаба миротворцев в секторе «Север» связался с хорватским генералом Стипетичем, который потребовал немедленной капитуляции сербов. В случае отказа он пригрозил фронтальной атакой на окруженные сербские части. После того, как стороны договорились о встрече в Бриони близ Глины, хорватская артиллерия прекратила обстрел частей корпуса и скоплений беженцев. В течение дня командование 21-го корпуса и гражданские власти Кордуна согласились на капитуляцию корпуса в обмен на эвакуацию солдат и гражданских лиц в Союзную Республику Югославию по территории, находящейся под хорватским контролем.
Арьергард 39-го корпуса был вытеснен в Боснию, однако на территории Бании оставались колонны беженцев и части корпуса, которые контратаковали хорватские части в районе Двор-на-Уни.
После этого части 5 корпуса армии Боснии и Герцеговины вошли в Западную Боснию, почти без сопротивления заняли её столицу Велику Кладушу, изгнав Фикрета Абдича и тридцать тысяч его сторонников, которые бежали в Хорватию.
В 18.00 7 августа министр обороны Хорватии Гойко Шушак объявил об окончании операции «Буря».

### 8—9 августа
8 августа хорватские войска продолжали ликвидацию оставшихся очагов сопротивления и вели упорные бои за город Двор-на-Уни, через который на территорию Республики Сербской выходили колонны беженцев и остатки краинской армии. При этом, по сообщениям наблюдателей ООН, скопления краинских сербов, в том числе и гражданских лиц, подверглись бомбардировке хорватской авиации. На Кордуне хорватские части вели зачистку территории. При этом части 104-й бригады попали в сербскую засаду и понесли значительные потери. В то же время в Топуско шла капитуляция 21-го корпуса СВК.
9 августа после окончательной эвакуации сербские подразделения оставили Двор-на-Уне и его заняли хорватские части. В тот же день на Кордуне хорватами был занят Вргинмост. В Сисаке колонна краинских беженцев, после капитуляции 21-го корпуса шедшая на территорию Югославии, подверглась нападению толпы гражданских хорватов, которые блокировали её продвижение и начали массово забрасывать булыжниками. Многие сербы были ранены, а одна женщина от полученных ранений впоследствии скончалась. Хорватская полиция не вмешивалась в ситуацию, пока её реакции не потребовали наблюдатели из ООН. По данным Human rights watch, часть принадлежавших сербам автомобилей была конфискована хорватской полицией. При этом из колонны были арестованы и несколько сербов.
На протяжении последующих дней хорватские силы проводили зачистку взятой под контроль территории, а спустя неделю после завершения операции начали демобилизацию большей части подразделений, участвовавших в операции.

## Военные потери и жертвы среди гражданского населения
По данным хорватской стороны 174—196 солдат хорватской армии погибли и 832—1430 были ранены. Среди погибших — командир 118-й бригады Иван Чанич.
 По данным сербской неправительственной организации «Веритас», во время операции и после неё 1877 погибших и пропавших без вести, из которых 1228 гражданских лиц.
 По данным ООН, опубликованным в августе 1995 года, три миротворца погибли от хорватских обстрелов, ещё один — от обстрела со стороны краинских сербов. Позднее распространение получили данные, сообщающие, что в ходе боёв был убит один датский и два чешских военнослужащих из контингента миротворческих сил ООН (Петр Валеш и Лудек Земан), наблюдательные посты которых были атакованы хорватскими войсками. Общие потери миротворцев, включая раненых, составили 18 человек.

## События после операции

Поток сербских беженцев из РСК

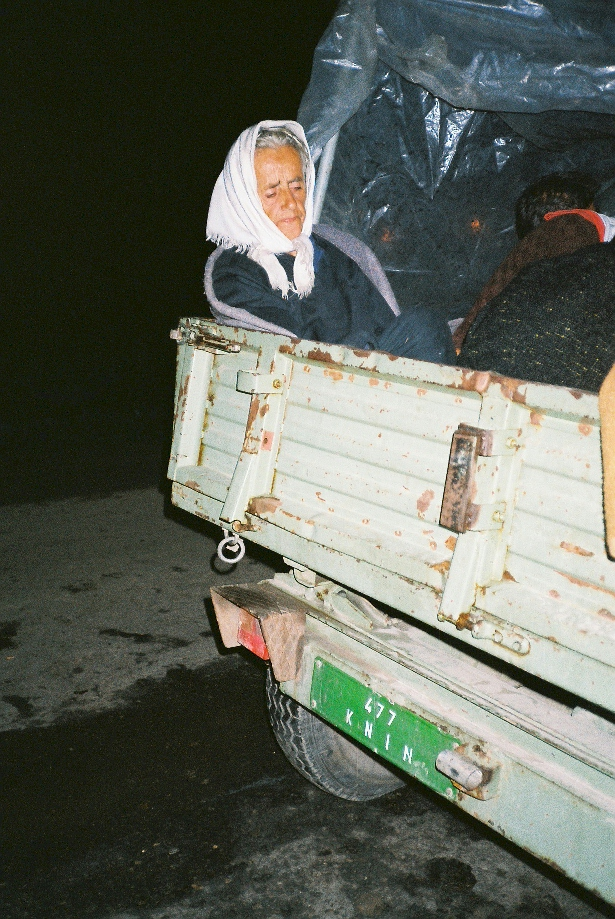
Сербская беженка из Краины

Сербские источники сообщают, что во время эвакуации сербского гражданского населения и армейских подразделений хорватская армия и ВВС обстреливали колонны беженцев, хорватская сторона эти обвинения отрицает. Обстрелы колонн сербов-беженцев подтвердили наблюдатели ООН и Human rights watch.
По разным оценкам, от 200 до 250 тысяч сербов из Краины бежали в Союзную Республику Югославия и Республику Сербскую Боснии и Герцеговины. Из оставшихся сербов было убито по данным хорватских источников 100—300 человек. По данным Human rights watch, были убиты 150 оставшихся сербов, ещё 110 пропали без вести, хотя хорватские власти во время проведения операции гарантировали безопасность сербам, решившим остаться в своих домах. Хорватскими солдатами сжигались отдельные дома и целые села. Как утверждает бывший эксперт ООН, сербский сенатор и историк РАН Елена Гуськова, делалось это с одобрения хорватских властей. Поджоги оставленных сербами домов зафиксировали и наблюдатели из ООН. После операции были практически полностью уничтожены такие населённые пункты как Кистанье, Джеврске, Врбник, Голубич, Биовичино-Село, Отрич и Срб. Посол США в Хорватии Питер Гэлбрейт после операции заявил, что видел систематическое уничтожение сербских домов и убийство оставшихся гражданских лиц на территориях, которые перешли под контроль хорватской армии.
Сербская неправительственная организация «Веритас» сообщила, что во время операции и сразу после неё произошел 21 случай массового убийства гражданских лиц и военнопленных хорватскими солдатами.
В то же время в августе 1995 произошёл крупный исход боснийских мусульман и хорватов, живших в Республике Сербской. По данным ООН, район столицы Республики Сербской Баня-Луки покинули около 11 тыс. человек. После установления хорватской власти в бывшей Книнской Краине туда вернулись около 40 тыс. хорватов, которые бежали оттуда во время создания РСК. Они занимали уцелевшие сербские дома и присваивали себе имущество бежавших сербов.
По данным УВКБ ООН, опубликованным в 2008 году, 125 тыс. сербов были зарегистрированы как вернувшиеся в Хорватию, из которых 55 тыс. остались жить на постоянной основе.
К 10 сентябрю 1995 года МВД Хорватии провело расследование 321 преступления, совершенного в ходе операции. Из них 13 — убийства, 18 — гибель хорватских солдат в результате несчастных случаев, 191 — поджог, 13 — минирование и 86 — другие преступления (в основном — мародерство). Были арестованы 262 мародера. Многочисленные расследования проводились и позднее. К январю 1996 года под следствием находились уже 1888 хорватов, обвиняемых в преступлениях в Краине во время и после операции.
Международный комитет Красного Креста в октябре 1995 года подсчитал, что на территории Краины остались только около пяти тысяч человек, как сербов, так и представителей других национальностей.
Согласно утверждениям Генерального секретаря ООН, «Буря» продемонстрировала неспособность миротворцев ООН повлиять на развитие событий в зоне конфликта.

## Оценки и последствия
«Сербский вопрос мы решили, не будет больше 12% сербов или 9% югославов, как было. А 3%, сколько их будет, больше не будут угрожать хорватскому государству».
В результате операции «Буря» Республика Сербская Краина перестала существовать. В ноябре 1995 года была принята резолюция ООН, которая определяла статус оставшейся вне границ Хорватии Восточной Славонии, а 12 ноября был подписан и одобрен Советом Безопасности договор о мирной интеграции этого района в Республику Хорватию в течение нескольких лет.
В настоящее время стороны придерживаются противоположных точек зрения на это событие. Хорватская сторона считает, что это была успешная операция по реинтеграции захваченных сербами районов Хорватии. Сербская же сторона полагает, что целью операции было изгнание сербов, живших на этой территории. В Сербии и некоторые источники за пределами Сербии считают хорватских солдат военными преступниками, и ставят операцию «Буря» в один ряд с преступлениями режима усташей. По мнению сербской стороны, сама операция стала актом геноцида. В ответ на судебный процесс от 2 июля 1999 года против Сербии, обвиняемой в геноциде в Хорватии, 4 января 2010 года Сербия подала иск против Хорватии в Международный суд в Гааге по обвинениям в геноциде в отношении сербов в ходе вооружённого этнического конфликта. В Хорватии, напротив, чествуют участников операции как народных героев, и торжественно отмечают годовщину окончания войны за независимость.
За военные преступления во время и после операции «Буря» был арестован Гаагским трибуналом хорватский генерал-лейтенант Анте Готовина. Он обвинялся в убийстве по меньшей мере 15 мирных жителей и депортации от 150 до 200 тыс. сербов. 11 марта 2008 года начался судебный процесс, на котором кроме Готовины в качестве обвиняемых по тем же преступлениям предстали два других хорватских генерала — Иван Чермак и Младен Маркач. Все трое не признали своей вины.
По мнению судей, Готовина и Маркач в 1995 году совершили ряд военных преступлений во время войны против сербов, компактно проживавших на востоке Хорватии и объявивших о создании независимой Республики Сербская Краина, а также участвовали в совместном преступном сговоре, целью которого было изгнание сербов из Хорватии. Генерал Анте Готовина 15 апреля 2011 года был осуждён Гаагским трибуналом на 24 года тюрьмы. Вместе с Готовиной был осуждён ещё один хорватский генерал — Младен Маркач, он получил 18 лет. Третий подсудимый — генерал Иван Чермак — был признан невиновным по всем пунктам обвинения и освобожден. Позднее, 16 ноября 2012 года, Готовина и Маркач были оправданы Апелляционной палатой МТБЮ, которая сняла с них все обвинения. Освобождение Готовины и Маркача вызвало волну протестов в Сербии и Республике Сербской.
Также через 5 лет после операции активизировался процесс возвращения сербских беженцев, однако он затруднён тем, что зачастую их бывшие жилища или разрушены или заняты хорватами.

## Роль и реакция международного сообщества
Республика Сербская Краина была под защитой миротворцев ООН. Батальоны «голубых касок» размещались на линии соприкосновения конфликтующих сторон и должны были следить за соблюдением перемирия, демилитаризацией защищённых зон и защитой гражданских лиц от «страха вооружённого нападения». 4 августа Совет безопасности ООН обратился к Хорватии и РСК с призывом прекратить военную активность и принять план мирного урегулирования. Однако в целом ООН видела свою задачу только в обеспечении безопасности беженцев и в выводе «голубых касок» из занятых хорватами районов. Решение об этом было принято уже 10 августа. Всего эвакуации подлежали 12 400 человек. Небольшое количество миротворцев оставалось только в секторе «Восток», где были размещены бельгийский и российский миротворческий батальоны.
Евросоюз 5 августа осудил хорватскую атаку и потребовал прекращения боевых действий. Затем ЕС расторг несколько договоров с Хорватией. Шведский дипломат Карл Бильдт, посредник в переговорном процессе от ЕС, заявил, что Туджман повинен в изгнании сербов и в военных преступлениях. Он сказал:
От министров Хорватии я слышал, что они планируют вытеснить из Сербской Краины 99 процентов сербов.
После этого заявления он был объявлен в Хорватии персоной нон грата.
Германия не осудила хорватское наступление, а только выразила желание, чтобы военные действия не расширялись и не переросли в балканскую войну. Между тем, представитель[какой?] немецкого посольства в Загребе К. Эндер по загребскому радио заявил:
Германия разделяет радость военного успеха с вами и выражает вам похвалу за эту войну. Должен сказать, что даже аналитики, которые знают больше меня, не могли предвидеть такую быструю и величественную акцию.
Россия направила в ООН три протеста с осуждением хорватской агрессии и впервые за годы войны оказала существенную гуманитарную помощь. Президент России Ельцин выдвинул инициативу провести в Москве встречу Милошевича и Туджмана с целью проведения переговоров о прекращении боевых действий. Однако Туджман приехать на встречу отказался. Государственная Дума РФ на внеочередном заседании приняла законы «О выходе России из режима санкций против Югославии» и «О мерах России по предотвращению геноцида сербского населения в Краине». Однако Борис Ельцин наложил вето на эти законы.
Союзная Республика Югославия и Сербская Краина были связаны договором о военной помощи. Югославия на международном уровне была признана гарантом безопасности РСК. Однако во время хорватского наступления Белград отказался вмешаться в ситуацию. Тем не менее, Югославия по всем дипломатическим каналам осудила хорватское наступление, организовала прием беженцев на своей территории. 12 000 человек были отправлены в Косово, 60 000 разместились в Воеводине, 180 000 осели в Центральной Сербии. При этом 25 000 из них находились в коллективных лагерях для беженцев. Переселение краинских сербов в Косово вызвало критику со стороны должностных лиц боснийских мусульман, Албании и Македонии. Приток беженцев создал в Югославии крайне напряжённую гуманитарную обстановку. Возник сложный вопрос об их статусе. По Сербии прокатилась волна митингов с осуждением властей за предательство сербских интересов и самоустранение во время хорватской агрессии.
15 ноября 1994 года США и Хорватия заключили договор о военном сотрудничестве. По словам министра иностранных дел Хорватии Мате Гранича, США консультировали хорватскую армию по вопросу проведения наступления на Краину. Это делалось в рамках операции Foreign Internal Defense, согласно которой Хорватии оказывалась помощь против «восставших сербов». Около 60 военных советников из американской частной военной компании MPRI участвовали в подготовке хорватских специальных подразделений и гвардейских бригад. На острове Брач был развернут специальный разведывательный центр, использовавший для сбора информации БПЛА и активно занимавшийся перехватом телефонных и радио переговоров сербской стороны.
Госсекретарь США Уоррен Кристофер возложил вину за хорватское вторжение на сербов, которые, по его мнению, спровоцировали хорватов наступлением на Бихач.

## В массовой культуре
- Фильм «Буря»[серб.] (2023) — реж. Милош Радунович[серб.]